# Boechera platysperma
Boechera platysperma là một loài thực vật có hoa trong họ Cải. Loài này được (A.Gray) Al-Shehbaz mô tả khoa học đầu tiên năm 2003.